# Trpín
Trpín (em húngaro: Terpény) é um município da Eslováquia, situado no distrito de Krupina, na região de Banská Bystrica. Tem 6,36 km² de área e sua população em 2018 foi estimada em 113 habitantes.

## Demografia
| Ano:        | 1994 | 2004    | 2014 | 2024    |
| ----------- | ---- | ------- | ---- | ------- |
| Broj ljudi: | 137  | 118     | 118  | 106     |
| Razlika:    |      | -13,86% | +0%  | -10,16% |

| Ano:               | 2023 | 2024   |
| ------------------ | ---- | ------ |
| Número de pessoas: | 113  | 106    |
| Diferença:         |      | -6,19% |